# Anzhang
Anzhang (kinesiska: 安障, 安障乡) är en socken i Kina. Den ligger i provinsen Hunan, i den södra delen av landet, omkring 160 kilometer nordväst om provinshuvudstaden Changsha. Antalet invånare är 20695. Befolkningen består av 10 242 kvinnor och 10 453 män. Barn under 15 år utgör 12,0 %, vuxna 15-64 år 76 %, och äldre över 65 år 11,0 %.
Genomsnittlig årsnederbörd är 1 693 millimeter. Den regnigaste månaden är maj, med i genomsnitt 281 mm nederbörd, och den torraste är december, med 34 mm nederbörd.